# Aeroporto di Santiago del Estero
L'aeroporto Vicecommodoro Ángel de la Paz Aragonés (Aeropuerto Vicecomodoro Ángel de la Paz Aragonés in spagnolo) è lo scalo aereo della città argentina di Santiago del Estero, capoluogo dell'omonima provincia.
L'aeroporto, inaugurato nel 1951 dal ministro dei Trasporti Juan Pistarini, è situato a 6 km a nord-ovest dal centro della città.